# SG Dresden Striesen
Die SG Dresden Striesen ist ein deutscher Fußballverein aus dem Dresdner Stadtteil Striesen. Er spielt in der 7. Liga, der Landesklasse Sachsen. Heimstätte des Vereins ist das Stadion Dresden-Ost (Sportplatz Bärensteiner Straße).

## Geschichte

Historisches Logo von Tabak Dresden

Die SG Dresden Striesen hat ihren Ursprung im Dresdner SV 1910, der am 1. Juni 1910 durch Zusammenschluss mehrerer Dresdner Vorstadtvereine gegründet wurde. Bereits ein Jahr später entstand im DSV 1910 die Fußballabteilung, die zur erfolgreichsten Abteilung des Mehrspartenvereins wurde. In den 1920er Jahren konnte der sächsische Arbeiterverein mehrfach die Meisterschaft des ATSB gewinnen. Den ersten Titel errang der DSV 1910 im Jahr 1924 gegen Stern Breslau. Weitere Titel folgten bis 1927 in den Endspielen gegen Stralau Berlin, TuS Süden Forst sowie TuS Nürnberg-West.
Nach der Gründung der Kampfgemeinschaft für Rote Sporteinheit spaltete sich der Verein in zwei neue Vereine. Während Teile des alten Vereins weiter unter dem SPD-nahen ATSB spielten, agierte ein anderer Teil des DSV in der von der KPD neugeschaffenen Meisterschaft des Rotsports. Die 1931 erstmals ausgetragene Meisterschaft des Rotsports gewannen die Sachsen mit 3:2 gegen Sparta 1911 Berlin. Mit der Machtergreifung der Nationalsozialisten wurden die Arbeitersport-Verbände im Jahr 1933 verboten. Der Dresdner SV 1910 wurde zwangsaufgelöst und 22 Sportler durch die Gestapo verhaftet. 20 von ihnen verbrachten anschließend addiert über 19 Jahre im Zuchthaus.
Nach dem Zweiten Weltkrieg wurde der DSV 1910 Dresden im Jahr 1945 durch die sowjetische Besatzungsmacht aufgelöst. Ehemalige DSV-Mitglieder gründeten daraufhin am 22. Juni 1945 die SG Striesen. In der Folgezeit wurde die Sportgemeinschaft mehreren Umbenennungen unterzogen: 1947 in „ZSG Nagema“ sowie ab 1949 mit der Übernahme durch die ortsansässige Striesener Zigarettenfabrik als „Trägerbetrieb“ in „BSG VVB Tabak“. Nachdem die BSG in die Verantwortung der Betriebsgewerkschaftsgruppe der Gewerkschaft Nahrungs- und Genussmittel übergegangen war, erfolgte 1952 eine weitere Namensänderung in „BSG Empor Tabak Dresden“. Auf sportlicher Ebene verpasste die Fußballmannschaft der BSG die Teilnahme an der 1. Ostzonenmeisterschaft 1948. Im Jahr 1950 sollten die Reste der aufgelösten SG Dresden-Friedrichstadt in den VVB Tabak integriert werden. Auch den Friedrichstädter Oberliga-Platz sollte zunächst die Tabak-Mannschaft übernehmen, für die einige der bisherigen Spieler des Vizemeisters im Mai 1950 in zwei oder drei Freundschaftsspielen aufliefen. Nach deren Abwanderung (allein elf Spieler schlossen sich Hertha BSC, sieben von ihnen später dem DSC Heidelberg an) verblieb Tabak jedoch in der Landesklasse, und der vakante Platz in der Oberliga ging an die SV Deutsche Volkspolizei Dresden. In der Folgezeit entwickelte sich die BSG Empor dennoch zu einer der größten Sportgemeinschaften Dresdens. Durch ihre Sektionen Kegeln und Billard erlangte sie überregionale Bedeutung. Die Fußballmannschaft spielte hingegen lange Zeit fast ausschließlich auf lokaler Ebene des Bezirkes Dresden.
In der Spielzeit 1982/83 qualifizierte sich Empor Tabak hinter der nicht aufstiegsberechtigten 2. Mannschaft der BSG Stahl Riesa und mit knappen Vorsprung vor der BSG Wismut Pirna-Copitz für die zweitklassige DDR-Liga. Bedingt durch die Ligareform im Jahr 1984, bei der die DDR-Liga von fünf auf zwei Staffeln reduziert wurde, mussten die Dresdner trotz des 9. Platzes in der zwölf Mannschaften umfassenden Staffel nach nur einer Spielzeit wieder in die Bezirksliga Dresden absteigen. Eine Rückkehr in den höherklassigen Fußball gelang der BSG nicht mehr. 
Nach der Wende wurde die bisherige BSG Empor Tabak am 27. August 1990 in einen bürgerlichen Verein umgewandelt, der wieder den historischen Namen „DSV 1910 Dresden“ annahm. Die Fußballabteilung trat kurz darauf aus dem Gesamtverein aus und gründete mit der SG Dresden Striesen einen eigenen Verein. Er begann in der Saison 1991/92 in der damals fünftklassigen Bezirksliga Dresden und stieg sofort in die Bezirksklasse ab. Erst 1997 gelang die Rückkehr in die Bezirksliga. Nach Abstiegen in die Bezirksklasse und Stadtliga spielte die SG seit 2005 wieder in der Bezirksklasse Dresden (seit 2011 Stadtoberliga Dresden), von 2015/16 sowie erneut ab 2017 in der Landesklasse Ost (7. Liga) sowie von 2020 bis 2023 in der Sachsenliga, aus der die Mannschaft 2023 wieder in die Landesklasse Ost abstieg.

## Erfolge / Statistik
- ATSB-Bundesmeister 1924, 1925, 1926, 1927
- Rotsport Meister 1931
- Aufstieg in die DDR-Liga 1983
- Ewige Tabelle der DDR-Liga: 176. Platz

## Personen
Folgende später erfolgreiche Fußballspieler begannen ihre Karriere in Striesen:
- René Beuchel
- Mario Fillinger
- Marcus Hesse
- Uwe Jähnig
- Eric Oelschlägel
- Falk Schindler
- Andreas Trautmann

Der ehemalige deutsche Fußballnationalspieler August Sackenheim war nach dem Zweiten Weltkrieg Trainer der SG Striesen. Der spätere DDR-Nationalspieler Günther Wirth gab um 1949/50 ein kurzes Gastspiel in Striesen.